# Theotima mbamensis
Theotima mbamensis is een spinnensoort uit de familie Ochyroceratidae. De soort komt voor in Kameroen.